# HMS Engadine (1941)
O HMS Engadine (1941) foi um navio a vapor cargueiro com tonelagem de arqueação bruta de 9,909 GRT que teve a quilha batida no estaleiro da Greenock Dockyard Company de Greenock na Escócia em 16 de março de 1940, lançado em 26 de maio de 1941 e completado em 17 de novembro de 1941.
Ele foi encomendado pela empresa Clan Line de Glasgow, Escócia, e que era para ser nomeado como Clan Buchanan (o anterior Clan Buchanan havia sido afundado pelo cruzador auxiliar alemão Pinguin em 28 de abril de 1941). Contudo o Almirantado requisitou o navio para a Marinha Real Britânica antes de sua completação e renomeou com o nome do navio anterior de 1911 HMS Engadine para usá-lo como um navio depósito de hidroaviões.
O navio foi emprestado para a Marinha dos Estados Unidos de novembro de 1942 até julho de 1943. Depois da Segunda Guerra Mundial ele foi devolvido para a Clan Line em 1946 e teve o seu nome intencionado originalmente de volta. O navio foi desmanchado em Cartagena em novembro de 1962.